# Mave
Mavesækken, på medicinsk fagsprog benævnt ventriculus/ventriklen (latin) eller gaster (græsk) og i daglig tale maven, er en del af fordøjelsessystemet. Mavesækken indeholder saltsyre og enzymet pepsin, der nedbryder proteinerne. Saltsyren gør, at bakterier i føden dræbes. Fra mavesækken sendes maden videre i tolvfingertarmen.

## Struktur
Mavesækken er den første del af fordøjselsessystemet i bughulen, og også den bredeste del af denne. Den har som regel formen af en omvendt pærefrugt, hvor bøgningen i mavens kurver (latin curvatura minor et major ventriculus) ofte er mere udtalte i høje individer og mindre udtalt i de kortere. Indenfor fordøjelsessystemet fungerer maven som led imellem spiserøret og tarmene, og har ved begge af disse åbninger lukbare spinchtere der holder mavens indhold i maven, en ved overgangen fra spiserøret til mavemunden, samt en ved overgang fra maveporten til tolvfingertarmen.

### Sektioner
Maven er opdelt i fire hovedsektioner. Disse er også visualiseret i billedet øverst på siden. De forskellige sektioner har, udover en ren positionsmæssig relevans, forskellige slags kirtler i deres vægge.
- Mavemunden (latin cardia), som er udmundingen efter slutningen af spiserøret og indgangen til mavesækken.
- Fundus, som er en udposning i den øverste del af maven indeholdende luft som man sluger (eller drikker) i løbet af dagen.
- Kroppen (latin corpus), som er hoveddelen af maven og den mest varierende størrelsesmæssigt da den er utrolig elastisk.
- Maveporten (latin pylorus), som er et tyndt endestykke der udmunder i tolvfingertarmen.
  - Opdeles yderligere i antrum pyloricum ud mod corpus, samt canalis pyloricus som er den indsnævrende del imod tarmsystemet.

#### Udvendige sektioner
På ydersiden af maven findes yderlige to kurver og to flader, samt en hældning, som afgrænser de ovenfor nævnte strukturer.
- Incisura cardiaca, et skarpt knæk ved overgangen imellem fundus og mavemunden.
- Curvatura minor, den konkave rand på højre lateralside af maven der løber imellem mavemunden og antrum pyloricum.
- Curvatura major, den udbulende rand på venstre lateralside af maven der også løber imellem mavemunden og antrum pyloricum, men som så også krydser henover fundus.
- Forfladen, som er rettet anterio-superiort mod venstre.
- Bagfladen, som er rettet posterio-inferiort mod højre.